# Kostebinder
En kostebinder var den håndværker, der fremstillede (og solgte) koste, der i almindelighed var bundet af birkeris, men også gyvel har været anvendt og især i England hedelyng. Da koste på et senere tidspunkt blev bundet på samme måde som en børste på en børstebund, kunne også en børstenbinder binde koste; men principielt er der forskel på en kostebinder og en børstenbinder.